# Brigade criminelle (film, 1947)
Pour les articles homonymes, voir Brigade criminelle (homonymie).
Pour plus de détails, voir Fiche technique et Distribution.
Brigade criminelle est un film français réalisé par Gilbert Gil, sorti en 1947.

## Synopsis
Le commissaire Chabrier est chargé de démasquer un réseau d'espions avant que les plans du système de défense ne soient remis à l'ambassade d'une puissance étrangère.

## Fiche technique
- Titre français : Brigade criminelle
- Titre anglais ou international :  Criminal Brigade
- Réalisation : Gilbert Gil
- Scénario : Gil Verdie
- Dialogue : Maurice Clavel
- Décors : Nordès Bartau
- Photographie : Jean Bachelet
- Son : René Lécuyer
- Musique : Jacques Dupont - op. 55
- Société de production : Compagnie Française de Distributions de Films
- Société de distribution : Compagnie Française de Distributions de Films
- Pays d’origine :
- Langue originale : français
- Format :  Noir et blanc - 1,37:1 - 35 mm - Son mono
- Genre : Policier
- Durée : 82 minutes
- Date de sortie : 
  - France : 5 septembre 1947

## Distribution
- Jean Davy : Commissaire Chabrier
- Gilbert Gil : Michel Perrin
- Maurice Teynac : Fred
- Jean-Max : Oudrach
- Gisèle Préville : Christine
- Jean-Louis Allibert : Un inspecteur de police
- Ellen Bernsen : Myriam
- Raymond Cordy : Mérignac
- Jacques Dufilho : Lucien
- Daniel Ivernel : Jean-Jacques
- Jean Heuzé : Le directeur
- Roger Bontemps : Fernand
- Michel Bouquet : Le tueur
- Paul Delauzac : Lambert
- Louis Florencie : André Dumas
- Gaëtan Jor : Un inspecteur de police
- Magda Persan
- François Richard : Le client de l'hôtel